# سی لیمیتد
سی لیمیتد (انگلیسی: Sea Ltd) شرکت هلدینگ سرگرمی سنگاپوری است، که در سال ۲۰۰۹ توسط فارست لی تأسیس شد. این شرکت مالک شرکت‌های گارینا و شاپی، همچنین باشگاه فوتبال لیون سیتی سیلورز می‌باشد.